# Napięcie górne
Napięcie górne – wyższe z napięć występujących w transformatorze.
Napięcie górne może być zarówno napięciem pierwotnym (w transformatorach obniżających napięcie) i napięciem wtórnym (w transformatorach podwyższających napięcie).
Termin napięcie górne używany jest zazwyczaj w opisie transformatorów energetycznych.